# 5617 Emelyanenko
5617 Emelyanenko eller 1989 EL är en asteroid i huvudbältet som upptäcktes 5 mars 1989 av den amerikanske astronomen Eleanor F. Helin vid Palomar-observatoriet. Den är uppkallad efter Vjatjeslav Jemeljanenko.
Asteroiden har en diameter på ungefär fyra kilometer.